# An Jun Can
An Jun Can (安鈞璨) est un acteur et chanteur taïwanais, né le 20 septembre 1983 à Tainan (Taïwan) et mort dans la même ville le 1er juin 2015.

## Biographie
Il est plus connu sous le nom de Shone An. De 2002 à 2005, il est membre d'un boys band de mandopop, Comic Boyz. Il apparait dans beaucoup de films, émissions de télévision et au théâtre, comme Case Sensitive (2011), Rhapsody of Marriage (2012) et Turn Around (2014). Il a aussi été invité à 100% Entertainment. 
En juin 2015, il meurt d'un cancer du foie.

## Séries télévisées
- Mars (CTS, 2004)
- Starry Night (CTS, 2005)
- Fast Track Love (2006)
- Ancient Terracotta War Situation (CCTV, 2011)
- Shang Liu Su Nu (en production)